# Równowaga cykliczna
Równowaga cykliczna – to równowaga charakterystyczna dla rynku produktów rolnych, co wynika z oscylacyjnego ruchu ceny i podaży, wynikającego z cykliczności produkcji roślinnej i zwierzęcej. Podstawą cykliczności są uwarunkowania przyrodniczo-klimatyczne, które wpływają na sezonowość roli oraz cykl hodowli zwierząt. Powoduje to wydłużenie reakcji podaży na zmiany warunków rynkowych. Polega to na opóźnionym reagowaniu podaży na sztywna cenę równowagi w okresie trwania cyklu produkcyjnego oraz na okresowym reagowaniu ceny na sztywną podaż zdeterminowaną wielkością popytu. Wśród równowagi cyklicznej wyróżnia się model równowagi przytłumionej, wybuchowej i periodycznej. Modele te różnią się kątem nachylenia krzywej popytu i podaży do krzywej cen.